# Jan Václav Chmelenský
Jan Václav Chmelenský (12. dubna 1778 Bavorov – 4. února 1864 tamtéž) byl český hudební skladatel.

## Život
Rodina Chmelenských hrála významnou roli v Českém národním obrození. Bratr Jana Václava, František (1775–1803), byl vesnický kantor a autor příležitostných skladeb pro kostelní účely a k tanci. Františkův syn Josef Krasoslav Chmelenský se stal obrozeneckým básníkem, který se proslavil zejména jako libretista Františka Škroupa.
Jan Václav vystudoval gymnázium v Linci a několik let učil v Malenicích nad Volyňkou. Později se stal obchodníkem v Bavorově. Patřil k okruhu skladatelů sdružených okolo časopisu Věnec ze zpěvů vlasteneckých, uvitý a věnovaný dívkám vlasteneckým.

## Dílo
Kromě vlasteneckých písní publikovaných ve Věnci vydal:
- Osmero písní při kytaře neb fortepianu (1823)
- Zasloužilý mládenec (1825)
- Fatima (balada, 1825)

V rukopise zůstaly mše a drobnější chrámové skladby.